# Кончаловский, Михаил Петрович
Михаи́л Петро́вич Кончало́вский (16 [29] марта 1906, Москва — 7 октября 2000, там же) — русский советский живописец, лауреат Государственной премии РСФСР им. И. Е. Репина, заслуженный художник РСФСР (1970).

## Биография
Родился в Москве; младший из двух детей живописца Петра Петровича Кончаловского, по материнской линии — внук Василия Сурикова. Учился живописи под руководством отца, затем в 1924 году в художественной Академии де ла Гранд Шомьер в Париже. В 1924—1930 годах учился во Вхутеине (мастерские Александра Осмёркина и Ильи Машкова).
Член Союза художников СССР с 1932 года.
Персональные выставки — в 1947 и 1961 годах. В 1970 году присвоено звание Заслуженного художника РСФСР.
В 1986 году, за цикл натюрмортов, был удостоен Государственной премии РСФСР имени И. Е. Репина.